# لانفيهانغل ين (أنغلزي)
لانفيهانغل ين (أنغلزي) (بالإنجليزية: Llanfihangel yn Nhowyn)‏ هي قرية تقع في المملكة المتحدة في ويلز.